# Radical Dance Faction
Radical Dance Faction ist eine Band für Punk, Reggae, Ska und Dub aus Berkshire, England.

## Geschichte
Radical Dance Faction (RDF) wurde 1986 in Hungerford von Chris Bowsher unter dem Namen Military Surplus gegründet. Die Band hat im Laufe der Jahre immer wieder die Besetzung geändert. Chris Bowsher ist der einzige, der von der Anfangsbesetzung heute noch dabei ist.

## Ehemalige Mitglieder
- Phil „Astronaut“ Beckett (Gitarre)
- Mike Cooper (Gitarre)
- Steve „Shanks“ Cruickshank (Schlagzeug)
- Sarah Edwards (Violine)
- Linda Goodman (Gesang)
- Tim Hill (Saxophon)
- Fred Johnson (Bass)
- Paul McCabe (Keyboard)
- Andrew „Murph“ Murphy (Gitarre)
- Brian Powell (Gitarre, Bass)
- Lincoln Valentine „Style“ Scott (Schlagzeug)
- Graham Spey (Keyboard)
- Steve Swann (Gesang, Bass)
- Graham Usher (Graham Shore) (Schlagzeug)
- Jim Warren (Gitarre)
- Luap Ebacom (Keyboard)
- Matty Swann (Matty Mann) (Bass)
- Karen Woodhead (Begleitgesang)
- Sid Wobble (Mundharmonika)
- Mark McCarthy (Bass)
- Richard Paterson (Keyboard)
- Kevin Vernon (Percussion)
- Chris Chescoe (Schlagzeug)
- Olly Thomas (Schlagzeug)
- Lewis Sykes (Bass)
- Jimmy Peters (Keyboard)
- Lynn Forte (Schlagzeug)
- Donette Forte (Gesang)
- Spot Gaffey (Schlagzeug)
- Martin Jenkins (Keyboard)
- Ben King (Keyboard)
- Luke Winton (Schlagzeug)
- Josh Bannerman (Schlagzeug)
- Dan Foster (Bass)
- Kay Beckett (Begleitgesang)
- Declan Quinn (Congas)
- Steve Taylor (Percussion)
- Danny (Schlagzeug)
- Oz (Ozzy) (Bass)
- Drummer D (Schlagzeug)
- Andy (Schlagzeug)

## Diskografie
Alben
- 1989: Taking Refuge (MC[1], Eigenveröffentlichung)
- 1989: Hot on the Wire (MC + LP[2], Eigenveröffentlichung)
- 1990: Borderline Cases (Earth Zone)
- 1991: Wasteland (Earth Zone)
- 1995: Raggamuffin Statement (Inna State Records)
- 2012: Ammunition (Eigenveröffentlichung; 2016 bei Rogue Faction Records)
- 2018: Daydream Dystopia (Youth Sounds)
- 2023: Welcome to the Edge (Cadiz Music)

EPs
- 1987: Stonehenge (als Military Surplus; Split-EP mit Culture Shock, Rhythm-Ites, Hippy Slags; Bluurg Records)

Singles
- 1991: Landing Party (Earth Zone)
- 1994: Beast in the Doorway / Dirty Old Town (AX-S Records)
- 2024: Cockroach Town (Cadiz Music)